# Trializem (Avstro-Ogrska)
Trializem je bil v zgodovini Avstro-Ogrske politično gibanje, ki je poskušalo preurediti dvostranski imperij v tristranega, z ustanovitvijo hrvaške države, po statusu enake Avstriji in Madžarski, ki bi združila vse Južne Slovane, živeče v tedanji monarhiji.
Avstroogrski prestolonaslednik Franc Ferdinand je podpiral trializem pred atentatom nanj leta 1914, da bi preprečil razkosanje imperija zaradi slovanskega razkola. Imperij naj bi se preoblikoval v tri enote, namesto dveh, kjer naj bi slovanski sestavni del bil zastopan na najvišjem nivoju enakem tedanjemu avstrijskemu in madžarskemu. Srbi so na to gledali kot na grožnjo svojim sanjam o novi državi Jugoslaviji. Madžarski voditelji so imeli prevladujoč glas v imperialnih krogih in so strogo zavračali trializem, saj bi osvobodil več njihovih manjšin od madžarske prevlade, ki je zanje veljala za zatiralno. Trializem naj bi predstavljal poskus avstrijskega odpravljanja pomanjkljivosti dotedanje dualistične ureditve in zmanjševanja moči Ogrske na račun novonastale enote Južnih Slovanov. Tako je v začetku večina Slovencev in Hrvatov odobravala zamisel, Srbi, Madžari in Italijani pa so ji bili nenaklonjeni.
Zamisel trializma se ni nikoli približala dejanski izvedbi, čeprav je med političnimi elitami imela več znanih zagovornikov. Ob koncu 1. svetovne vojne so njeni zagovorniki za kratek čas dobili nominalno podporo trialističnega manifesta, vendar je monarhija kot celota kmalu zatem razpadla.

## Zgodovina
Gibanje je nastalo v 1880-ih v aristokratskih in klerikalnih krogih imperija kot reakcija na madžarski nacionalizem in ga je treba ločiti od revolucionarnega, secesionističnega jugoslovanstva, saj je delovalo znotraj habsburškega državnega aparata s podporo hrvaških politikov in avstrijskih uradnikov – vključno z nadvojvodo Ferdinandom. Trialistični avstrijski imperialisti so upali, da bi se Srbija sčasoma pridružila veliki Hrvaški, ki naj bi bila ustvarjena, hkrati pa pritiskala na Madžare in omogočila Dunaju, da še naprej prevladuje nad imperijem kot celoto.
V začetku in sredi 19. stoletja je bilo gibanje panslovansko in je zahtevalo, da se poleg avstrijske in madžarske krone ustanovi še tretja slovanska krona (Severni in Južni Slovani ločeno), da bi se imperij lahko uprl zahtevkom iz drugih slovanskih držav in narodov (Rusija in Srbija).
S propadom zgodnjih panslovanskih (češkoslovaških in hrvaško-slovensko-srbskih) gibanj je bil novi koncept trializma strogo potisnjen na Hrvaško. Po avstroogrskem kompromisu iz leta 1867 in hrvaškoogrskem kompromisu iz leta 1868 je prišlo do velikega nezadovoljstva med hrvaškim prebivalstvom, ki je bilo razdeljeno med obe kroni imperija (Hrvati v Istri in Dalmaciji pod avstrijsko krono, Hrvati na Hrvaškem in v Slavoniji pod Madžarsko, med njimi pa razdeljena Bosna in Hercegovina.) Močan pritisk za preureditev imperija je izhajal predvsem iz Hrvaške, Slavonije in Bosne in Hercegovine, ki je od poraza Madžarov v letih 1848-49 zamerila svojo povezanost z njimi. Predlaganih je bilo veliko trialističnih predlogov, vendar je bila skupna zamisel, da bi monarhijo sestavljali avstrijski imperij, ogrska in hrvaška kraljevina.
Na Hrvaškem so bili najvidnejši zagovorniki zamisli Nikola Zvonimir Bjelovučić, avtor knjige Trializem in hrvaška država, Ivo Pilar, zgodovinar, politik in častnik avstro-ogrske skupne vojske, ki je v svoji knjigi Južnoslovansko vprašanje zagovarjal zamisel, Aleksandar Horvat, vodja promonarhične Čiste stranke pravic in hrvaški delegat ob podpisu trialistične pogodbe na Dunaju in v Budimpešti leta 1918. Drugi zagovorniki zamisli so bili general Stjepan Sarkotić, feldmaršal Svetozar Borojević, Ivo Prodan, nadškof Josip Štadler, generala Lukas Šnjarić in Mihael Mihaljević.
Trialistična monarhija po Bjelovučićevem predlogu iz leta 1911 bi se imenovala Avstro-ogrsko-hrvaška monarhija in vsak cesar ali kralj bi moral biti kronan ločeno v Avstriji, na Madžarskem in Hrvaškem. Skupne zadeve v Avstro-Ogrski-Hrvaški bi vključevale ministrstvo za mornarico s sedežem v Pulju, neodvisno vojsko za vsako državo v monarhiji z lastnim jezikom in častniškim kadrom,  ministrstvo za zunanje zadeve, ki bi ga enakovredno zaposljevali in financirali iz vsake države ter parlament, ki bi enako zastopal vsako državo.
Po Bjelovučiću bi hrvaško kraljestvo obsegalo: slovenske dežele, Istro, Reko, Hrvaško-Slavonijo, Dalmacijo, Bosno in Hercegovino. Trst z zahodno Istro bi tvoril avtonomno regijo v kraljevini. V tej regiji bi bili Italijani v političnem smislu enakovredni Hrvatom. V hrvaškem kraljestvu bi Hrvati in Srbi (z muslimani) uživali nacionalno svobodo, zlasti v lokalni upravi. Posebne določbe bi bile sprejete za jezike, izobraževanje in veroizpovedi v hrvaškem kraljestvu. Po njegovem predlogu bi Hrvaška gostila skupno šest ministrstev kraljeve hrvaške vlade.
Med habsburško družino so bili zagovorniki reorganizacije imperija iz dualističnega v trialističnega nadvojvoda Leopold Salvator, ki je služil kot topniški častnik v Zagrebu med letoma 1894 in 1900, kronski princ Rudolf, ki je podpiral federalizacijo monarhije, in nadvojvoda Ferdinand, ki je bil najvidnejši zagovornik trializma, zaradi česar je bil velika grožnja srbskim nacionalistom, kar je tudi pripeljalo do sarajevskega atentata. V času svoje kratke vladavine je cesar in kralj Karel I. in IV. podpiral trialistični koncept in se zavzemal za reorganizacijo monarhije.

## 1. svetovna vojna
Hrvaške delegacije so poskušale doseči trializem skozi vso 1. svetovno vojno, a jih je, kljub podpori cesarja Karla I. (IV.), madžarska stran, ki je želela ohraniti celovitost madžarske krone, vedno zavrnila in jim dala veto.
Manifest cesarja Karla 14. oktobra 1918 je bil z izjavo Narodnega sveta v Zagrebu zavrnjen.
Predsednik hrvaške promonarhične politične stranke Čista stranka pravic Aleksandar Horvat je s poslancema Ivom Frankom in Josipom Pazmanom ter generaloma Lukasom Šnjarićem in Mihaelom Mihaljevićem 21. oktobra odšel na obisk h kralju Karlu I. (IV.). 1918 v Bad Ischl. Ker je bil kralj naklonjen prejšnjim hrvaškim trialističnim predlogom iz leta 1917, na katere je madžarska stran zavrnila veto, se je kralj strinjal in podpisal trialistični manifest pod predlaganimi pogoji, ki jih je določila delegacija, pod pogojem, da madžarski del stori enako od prisegel je na integriteto ogrske krone. Delegacija se je naslednji dan odpravila v Budimpešto, kjer se je srečala z grofom Istvánom Tiszo in 22. oktobra 1918 manifest predstavila madžarskemu ministrskemu svetu, ki ga je vodil madžarski premier Sándor Wekerle. Ta je kralja razrešil prisege in podpisal manifest na nastanek in združitev vseh hrvaških dežel v enotno državo. Po podpisu manifesta je Fran Milobar v Zagrebu dobil brzojavko za pripravo javnega razglasa o nastanku »Zvonimirjevega kraljestva«.
Po besedah hrvaške delegacije v Budimpešti je po podpisu trialističnega manifesta grof Tisza izjavil: »Zavedam se, da smo do Hrvaške naredili nekaj velikih napak« (»Ich sehe ein, dass wir gegenüber Kroatien grosse Fehler begangen haben«.)
Po podpisu sta bili v Zagrebu izvedeni dve paradi, ena za konec dvojne monarhije, ki je bila pred Hrvaškim narodnim gledališčem, druga pa za reševanje trialistične monarhije.
Zadnje glasovanje za podporo trialistične reorganizacije imperija pa je bilo prepozno, saj je že naslednji dan, 23. oktobra 1918, odstopil madžarski premier Wekerle in odstavljen ministrski svet.
29. oktobra 1918 je hrvaški Sabor na podlagi popolne pravice do samoodločbe, ki so jo priznale vse sprte oblasti, razglasil konec zveze in vseh vezi med Madžarsko in Hrvaško ter združil vse hrvaške dežele. Te so vstopile v Državo Slovencev, Hrvatov in Srbov.
Zanimivost je, da nobeno dejanje Sabora ni vzelo oblasti kralju Karlu I., niti ni priznalo vstopa v državno skupnost s Srbijo, kar je danes omenjeno v preambuli hrvaške ustave.